# 斯托扬·亚历山德罗夫
斯托扬·亚历山德罗夫（1949年6月14日—2020年8月24日），保加利亚经济学家、政治人物。前财政部长。

## 生平
1949年生于丘斯滕迪爾州伊利亚。毕业于斯維什托夫高等经济学院，1975年开始在索菲亞的卡尔·马克思高等经济学院任教。1981年至1982年在保加利亞國家銀行丘斯滕迪爾支行工作。1993年至1994年，担任柳本·贝罗夫内阁的财政部长，期间引入增值税。之后曾任中央合作银行首席执行长、联合商业银行行长等职。
2003年，他被保加利亞社會黨提名为索菲亞市长候选人，但在第二轮投票中输给斯特凡·索菲扬斯基，未能当选。之后，他曾任市议会议员。2018年，他被指控未经许可开放高额利息贷款。他获得保释，并拒绝发表评论。
2020年8月24日在索菲亞逝世。